# Mount Scott (Canada)
Mount Scott is een berg op de grens van de provincies Alberta en Brits-Columbia in de Canada. In Alberta is het op 43 na hoogste piek en op 45 na de meest prominente berg. In Brits-Columbia is het op 56 na hoogste piek. De berg kreeg in 1913 zijn naam waarbij deze werd vernoemd naar Robert Falcon Scott.